# 國際灌溉排水委員會

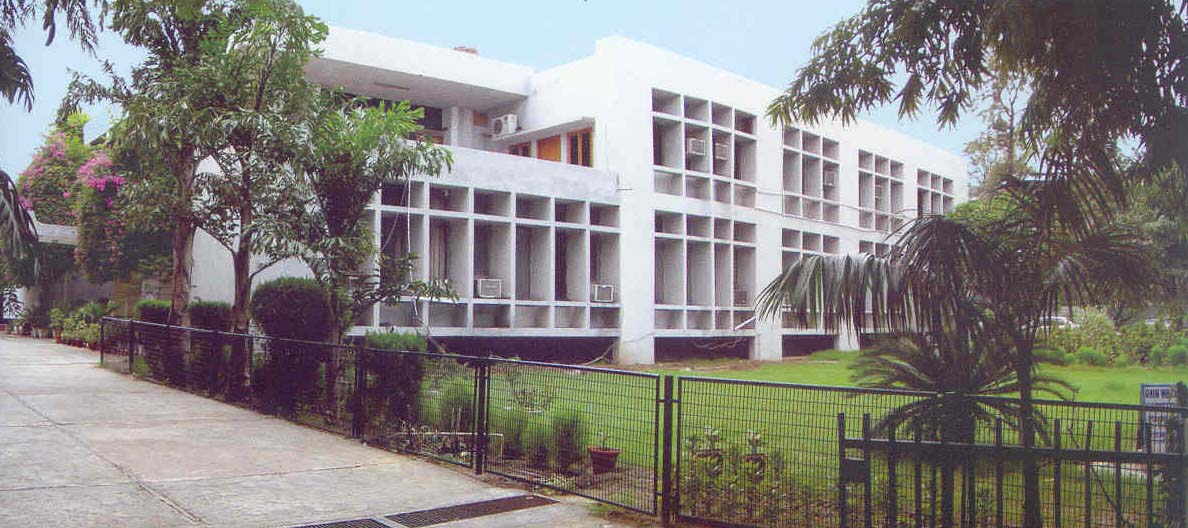
位于新德里的ICID总部大楼

国际灌溉排水委员会（英語：International Commission on Irrigation and Drainage，ICID）是一个关注灌溉和排水问题的国际非政府间学术组织，1950年6月24日在印度新德里成立。